# Белкин, Михаил Васильевич
Михаил Васильевич Белкин (5 декабря 1908 — 13 августа 1982) — советский инженер, лауреат Сталинской премии.
Родился в селе Александрово (сейчас — Кинельский район Самарской области).
Участник советской атомной программы. С 1947 года работал на объекте КБ-11: мастер на первом производстве, старший мастер, начальник экспериментального цеха.
Лауреат Сталинской премии. Заслуженный рационализатор РСФСР (04.05.1963). Награждён орденами Ленина, Трудового Красного Знамени (дважды), «Знак Почёта».
Почётный гражданин города Арзамас-16 (Решение исполнительного комитета городского Совета народных депутатов от 1 октября 1979 года).